# Peder Hersleb Graah
Peder Hersleb Graah (1. februar 1750 i København – 14. december 1830 i Hjørring) var en dansk retskyndig.
Hans forældre var medlem af Kancellikollegiet, justitsråd, senere konferensråd Andreas Jacobsen Graah (1701-1780) og Petronelle Helene Hersleb (1724-1778). Graah blev student, privat dimitteret, 1766, cand. theol. 1768, underkancellist i Danske Kancelli 1771 og cand. jur. 1772. 1774 avancerede han til kancellisekretær, 1777 til landsdommer på Bornholm, hvor amtmandsforretningerne i perioden 1781-87 var fordelt mellem amtsforvalteren og landsdommeren og var 1784-1827 assessor i Højesteret og vicejustitiarius ved samme ret fra 1822.
Graah fik især betydning i sit virke på Bornholm, idet han fortsatte han det reformarbejde angående landstinget og retsplejen, som delvis var påbegyndt af hans forgænger landsdommer Hans Jørgensen Schougaard (virkede 1773-76). Han affattede således en lempelig sporteltakst, udarbejdede en udførlig bjærgningsordning, gav gode råd med hensyn til vejforbedring m.m.; 1779 var han medlem af en blandet domstol for at pådømme et militært oprør.
Hans interesse for landboreformerne førte ham til at udgive Christian VII's nye Landbolovgivning i 3 bind
(1797-1809), hvilken lovgivning han i fortalen priser med varme og kyndighed. I 2. bind af dette værk findes som anhang Nogle Træk af Historien om vore Forfædres Bedrifter i Søkrige og Søtog (senere udgivet særskilt med en noget ændret titel), et arbejde, der vidner om forfatterens varme fædrelandskærlighed. I øvrigt var Graahs litterære virksomhed ikke af stor betydning. Foruden mindre afhandlinger og recensioner i forskellige tidsskrifter udgav han i 1798 Forsøg til en kort Oversigt af det borgerlige Selskabs Oprindelse og Øjemed samt de danske Staters politiske Indretning til Brug for Skoleungdommen (genudgivet senere med tillæg og ændret titel) og i 1800 Den velinstruerede Skipper eller Anvisning for Søfarende, en omarbejdelse af en ældre oversættelse af et tysk værk med tilføjelser af oplysninger om gældende dansk Søret. Dette sidste værk blev anmeldt i Lærde Efterretninger 1801 af A.S. Ørsted, som påpegede, at Graah ikke havde krediteret den tyske forfatter men præsenteret det som sit eget værk.
Graah blev justitsråd 1778, etatsråd 1802 og konferensråd 1812. 1817 blev Graah Ridder af Dannebrog, 1821 Dannebrogsmand, 1826 Kommandør og 1827 ved sin afgang Storkors.
Han blev gift 9. juni 1786 i Gentofte Kirke med Eleonora Sophie Beck (27. januar 1759 i København – 22. april 1829 sammesteds), datter af fhv. planter på St. Croix, kancelliråd Jens Michelsen Beck (1721-1791) og Louise Sophia Hagen (1737-1777).
Han er begravet i Hjørring.